# Mykerinos (joc)
Mykerinos és un joc d'estil europeu dissenyat per Nicolas Oury, la base del qual és un joc de majories, tipus de jocs que es va iniciar amb la publicació del joc de taula El Grande. A més, integra altres elements com el control d'àrees i la selecció de poders especials a través de rols, gràcies a una baralla de cartes. És el tercer joc de Ẏstari Games després de Caylus i Ys. El 2007 es va publicar una extensió The Nile (el Nil).
En aquest joc, cada jugador representa el líder d'una excavació arqueològica, que intenta aconseguir, a més dels millors tresors, les millors sales del museu per exposar el fruit del seu treball. Per a això pot comptar amb l'ajuda de cinc mecenes, que, a més d'atorgar-li els punts necessaris per vèncer al final de la partida, li donen certes habilitats especials durant el joc, les quals li permeten «trencar» o alterar determinades regles al seu favor.
Els crítics són dividits: van de «el joc té més profunditat que inicialment presumit» cap a «poc d'ambient egipci, malgrat els dibuixos a la coberta, ningu dels testadors demanava una revenja. […] només ens va agradar molt sota la mitjana». La revista àustriaca Spieletest va acordar tres estelles (sobre un màxim de cinc). La revista americana Board Game Geek ans al contrari parla d'«un joc excel·lent». AnderSpel dona nou punts, la cota màxima d'aquesta web neerlandesa de recensió de jocs. «El joc esdevé millor a cada partida.»
El 2006 va ser candidat al premi International Gamers Award, en la categoria jocs d'estrategia però un altre joc de la mateixa casa d'edició, Caylus, va guanyar.